# Dicamptus
Dicamptus är ett släkte av steklar. Dicamptus ingår i familjen brokparasitsteklar.

## Dottertaxa tillDicamptus, i alfabetisk ordning[1]
- Dicamptus atratus
- Dicamptus banqui
- Dicamptus bantu
- Dicamptus betsileo
- Dicamptus bicarinus
- Dicamptus braunsii
- Dicamptus brevicornis
- Dicamptus cantoni
- Dicamptus carduatus
- Dicamptus collessi
- Dicamptus crassellus
- Dicamptus flavoplagiatus
- Dicamptus fuscicornis
- Dicamptus giganteus
- Dicamptus gracilis
- Dicamptus indicus
- Dicamptus isshikii
- Dicamptus kelnerae
- Dicamptus lambai
- Dicamptus neavei
- Dicamptus nigropictus
- Dicamptus pellucidus
- Dicamptus pulchellus
- Dicamptus reticulatus
- Dicamptus seyrigi
- Dicamptus sinuatus
- Dicamptus tampus
- Dicamptus tenuicornis
- Dicamptus townesi
- Dicamptus uptoni
- Dicamptus xhosa
- Dicamptus zoracius